# Bicudo-do-norte
O bicudo-do-norte (Sporophila crassirostris) é uma espécie de ave da família Emberizidae.
Pode ser encontrada nos seguintes países: Brasil, Colômbia, Guiana Francesa, Guiana, Peru, Suriname, Trinidad e Tobago e Venezuela.
Os seus habitats naturais são: matagal húmido tropical ou subtropical, pântanos e florestas secundárias altamente degradadas.